# Sian Edwards
Sian Edwards (geboren 27. August 1959 in West Sussex, Großbritannien) ist eine britische Hornistin, Dirigentin und ehemalige Musikdirektorin der English National Opera, London. International besonders gefragt ist sie für das Repertoire der Moderne und Musik der Gegenwart.

## Leben und beruflicher Werdegang
Sian Edwards wurde am 27. August 1959 geboren. Manche Quellen, darunter auch das renommierte Munzinger-Archiv, nennen dagegen als Geburtsdatum noch den 27. Mai 1959. Sie erhielt bereits mit vier Jahren Klavierunterricht. Später kam als zweites Instrument Horn hinzu, was Edwards am Royal Northern College of Music in London mit dem Dirigieren zusammen studierte. Nachdem sie entschied, sich auf das Dirigieren zu konzentrieren, studierte sie zunächst Orchesterleitung bei Charles Groves und Norman Del Mar. Von 1983 bis 1985 erhielt sie ein Stipendium für Dirigieren am Sankt Petersburger Konservatorium bei Ilja Musin.
Ihr Operndebüt gab Edwards 1986 in Glasgow mit Mahagonny von Kurt Weill, als sie Simon Rattle vertrat. 1988 leitete sie am Royal Opera House die Aufführung von The Knot Garden von Michael Tippett und bereicherte im selben Jahr die erste Münchener Biennale mit der Uraufführung von Mark-Anthony Turnages Oper Greek.
1992 heiratete sie den geschiedenen britischen Musikwissenschaftler und Komponisten Ian Kemp. Aus der Ehe ging ein Sohn hervor. Iam Kemp starb bereits 2011.
Von 1993 bis 1995 war Sian Edwards Musikdirektorin der English National Opera, London. Sie verfügte in dieser Position unter anderem die Uraufführung von Blond Eckbert der Komponistin Judith Weir.
Seit 2013 Edwards unterrichtet sie an der Royal Academy of Music, wo sie den Fachbereich Dirigieren leitet. Im April 2022 wurde bekannt, dass sie zum Wintersemester 2022/23 eine Professur an der Universität für Musik und darstellende Kunst Wien antritt.

### Tätigkeiten (Auswahl)

#### Operndirigate
An der English National Opera dirigierte Sian Edwards zahlreiche Opern: Der Spieler von  Sergei Prokofjew (1889/1990), Pique Dame von Pjotr Iljitsch Tschaikowski (1992/1993) sowie während ihrer Zeit als Musikdirektorin La Bohème, Jenůfa, Die Hochzeit des Figaro, Der blonde Eckbert (Oper von Judith Weir auf der Basis des Kunstmärchens Der blonde Eckbert von Ludwig Tieck), Der Mikado, Chowanschtschina, Mahagonny und Carmen (1993 bis 1995).

#### Gastdirigate (Auswahl)
Zahlreiche Gastdirigate als Konzertdirigentin mit einer ausgedehnten Gastspieltätigkeit machten Sian Edwards international bekannt. Sie dirigierte unter anderem folgende namhafte Orchester: Royal Philharmonic, Royal Liverpool Philharmonic, BBC Philharmonic, Bournemouth Symphony Orchestra, Royal Scottish National, London Mozart Players,  Ulster Orchestra, English Chamber Orchestra, Los Angeles Philharmonic, Philadelphia Orchestra,  Orchestre de Paris, Ensemble Modern, Radio Sinfonie Orchester Frankfurt, Cleveland Orchestra, Berliner Symphoniker, Deutsche Kammerphilharmonie, Sankt Petersburger Philharmoniker, National Symphony Orchestra, Washington, Ensemble Resonanz, Köln, SWF-Sinfonieorchester, NDR-Sinfonieorchester, Deutsche Kammerphilharmonie und Pittsburgh Symphony Orchestra.
Weitere Gastdirigate führten Edwards nach Paris (Uraufführung von Hans Gefors’ Clara an der Opéra-Comique),  Covent Garden (Rigoletto, Der Troubadour, Madame Butterfly), nach Bordeaux (La clemenza di Tito) und an die Glyndebourne Touring Opera (Die verkaufte Braut).
2000: Eugen Onegin an der English National Opera, London
2001: The Death of Klinghoffer von John Adams an der Finnischen Nationaloper, Don Giovanni an der Kopenhagener Oper, an der Oper Frankfurt Brittens Peter Grimes und an der Oper Helsinki La damnation de Faust.

#### Einspieltätigkeit und Rundfunk
Darüber hinaus hat Sian Edwards Aufnahmen eingespielt und Rundfunkaufnahmen mit europäischen Sendeanstalten gemacht. In Deutschland arbeitete sie unter anderem regelmäßig mit dem Hessischen Rundfunk zusammen.

## Auszeichnungen
1984 gewann Sian Edwards den ersten Preis beim Dirigentenwettbewerb in Leeds, Großbritannien.

## Repertoire-Schwerpunkte
Sian Edwards beherrscht das Orchester- und Opernrepertoire in seiner gesamten Breite. Während ihr Schwerpunkt im Opernrepertoire auf den Werken des 18. mit 20. Jahrhunderts liegt, profilierte sie sich im Konzertbereich vor allem bei der Aufführung von zeitgenössischer Musik für alle Ensemblebesetzungen.

## Diskographie (Auswahl)
- Mit dem Royal Liverpool Philharmonic Orchestra: Orchesterwerke von Tschaikowski (EMI)[12]
- Mit dem London Philharmonic Orchestra: Peter und der Wolf (Sergei Prokofjew), The Young Person’s Guide to the Orchestra von (Benjamin Britten), 5. Sinfonie von Pjotr Iljitsch Tschaikowski (EMI)[12]
- Blond Eckbert von Judith Weir (NMC)[13]